# Hérange
Hérange (Duits: Heringen in Lothringen)  is een gemeente in het Franse departement Moselle (regio Grand Est) en telt 112 inwoners (2009). De plaats maakt deel uit van het arrondissement Sarrebourg-Château-Salins.

## Geografie
De oppervlakte van Hérange bedraagt 2,7 km², de bevolkingsdichtheid is dus 41,5 inwoners per km².
De onderstaande kaart toont de ligging van Hérange met de belangrijkste infrastructuur en aangrenzende gemeenten.

## Demografie
Onderstaande figuur toont het verloop van het inwonertal (bron: INSEE-tellingen).